# أل بوعيد الأولى نبي (كرخة)
أل بوعيد الأولى نبي (بالفارسية: البوعید یکنبی) هي قرية تقع في إيران في قسم كرخة الريفي. يقدر عدد سكانها بـ 428 نسمة .